# Caricias (obra de teatro)
Caricias (en catalán: Carícies) es una obra teatral del dramaturgo catalán Sergi Belbel. Está compuesta de diez cuadros o escenas, cada uno con tan sólo una pareja de actores; basada en la obra de teatro La ronda, de Arthur Schnitzler, presenta su misma estructura curiosa: en cada cuadro, entra un personaje a la historia y otro sale. Sin duda, esta contemporanización fue una de las obras más famosas de los años 1990, que tocando temas como el incesto, el punk, la homosexualidad, la indigencia, la vejez, la soledad, el maltrato y la muerte, hizo que el nombre de Sergi Belbel rebasara las fronteras españolas. 
En 1997 fue adaptada al cine por el director catalán Ventura Pons.

## Sinopsis
Barcelona sirve de escenario de los once diálogos y discusiones en los que los sucesivos personajes descubren episodios de sus vidas, sus miedos, deseos y frustraciones. Empieza con una violenta pelea de un matrimonio. A continuación la mujer se encuentra con su madre que está empezando a sentir la senilidad y se ponen de acuerdo en que es mejor internarla en una residencia de ancianos. Allí le cuenta a su compañera de habitación lesbiana como se quedó embarazada siendo joven. Después la compañera va a visitar a su hermano que es un sin hogar perturbado que la odia por haberse liado con su esposa en el pasado. Tras el encuentro el mendigo es atracado por un joven drogadicto. Posteriormente el chico que vive a la sombra de su hermano muerto habla con su padre con el que parece tener una extraña relación. Más tarde el padre rompe en la estación de tren con su amante. Ella va a visitar a su padre, con el que no se entiende. Y el padre después tiene un encuentro con su joven amante, tras lo cual el joven va a cenar con su madre. El ciclo se cierra cuando el vecino, el marido de la primera escena, viene a pedirle algo de aceite y la madre le cura las heridas de la pelea.

## Producción
La obra se estrenó en catalán con el título Carícies el 27 de febrero de 1992 en el Teatro Romea de Barcelona. Producida por el Centro Dramático de la Generalidad de Cataluña, la dirigía Sergi Belbel.